# Big Tree Records
Big Tree Records fue un sello discográfico fundado en 1970 por Doug Morris, director de administración de Sony Music Entertainment y Dick Vanderbilt.  Fue conocida por haber publicado álbumes de Lobo, Brownsville Station, England Dan & John Ford Coley, Hot Chocolate, April Wine, Dave and Ansell Collins y Johnny Rivers.

## Historia
La discográfica fue fundada en el año de 1970 por Doug Morris y Dick Vanderbilt. El material discográfico de este sello fue primeramente distribuido por Ampex Records —1970 a 1971— y Bell Records —1972 a 1973—, hasta que Morris vendió la compañía a Atlantic Records en 1974, convirtiéndose en subsidiaria de este último. Big Tree Records continuó lanzando discos como anexo de Atlantic Records hasta 1979, siendo en este año cuando dejó de publicar material nuevo y terminó desapareciendo.

## Artistas
- Alex Bevan
- April Wine
- Belle Époque
- Billy Howard
- Bittersweet
- Brownsville Station
- Bullet
- Cazz
- Charlie Ross
- Cooper Penny
- Dave and Ansell Collins
- David Geedes
- Dean Andre
- Demis Roussos
- Diamond Reo
- Dion
- Donna McDaniel
- Duane Eddy
- Ellison Chase
- England Dan & John Ford Coley
- Eugene Smith
- Fancy
- Flesch
- Frannie Golde
- Friendship
- Gwen Owens
- Hot Chocolate
- Israel
- Jackie Carter
- James Vincent
- Jim Stover
- Jimmie Mack
- Johnny Rivers
- Jonathan King
- Katfish
- Kenny Karen
- Larry Santos
- Le Blanc and Carr
- Lenny Welch
- Lobo
- Marcus Joseph
- Marilyn Scott
- Mike Lesley
- Nanette Workman
- Osiris
- Parker McGee
- Paul Evans
- Pete Carr
- Reparata and the Delrons
- Roger Lavoie
- Rona Hall
- Sam Dees and Bettye Swann
- Sammy Day and the Comic Strip
- Scott Trusty
- Shayne
- Sound 9418
- Soup
- Steeleye Span
- Sugar Bears
- Suzi Quatro
- Ted Bird
- The Dorians
- The Elephant
- The Happenings
- The Invitations
- The LGT Exchange
- The Magic Lanterns
- The Neighborhood
- The Peppers
- The Tickle
- The Two Man Symphony
- Think
- Thundermug
- Tom Powers
- Vicki Lehning
- Wilson Pickett